# Ruta Cariboo

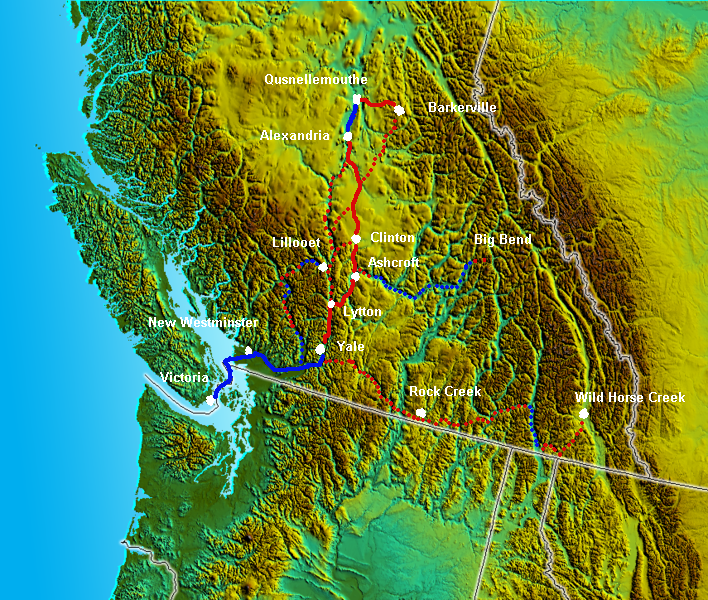
Ruta del Camino de Cariboo en rojo. Viajes en barcos de vapor en azul; las líneas de puntos son rutas alternativas o rutas a otros yacimientos de oro.

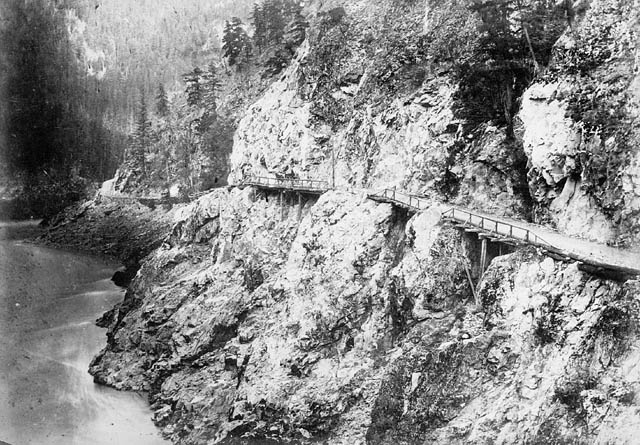
Un tramo de la carretera Cariboo justo por encima de Yale, alrededor de 1867-1868

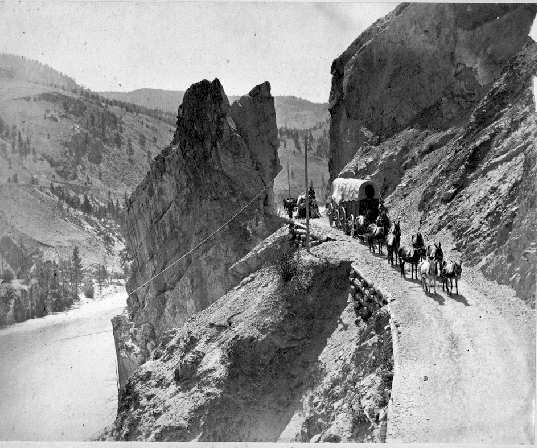
Tiros de caballos de mercancías en la carretera Cariboo a lo largo del río Thompson, 1867

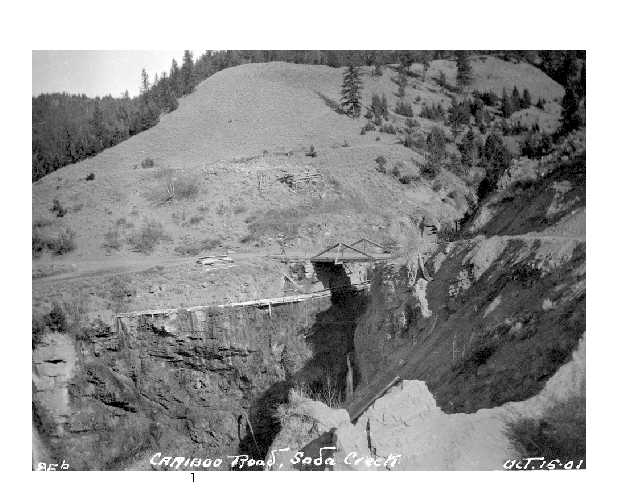
La carretera Cariboo en Soda Creek. La armadura del puente es el diseño habitual del Royal Engineer.

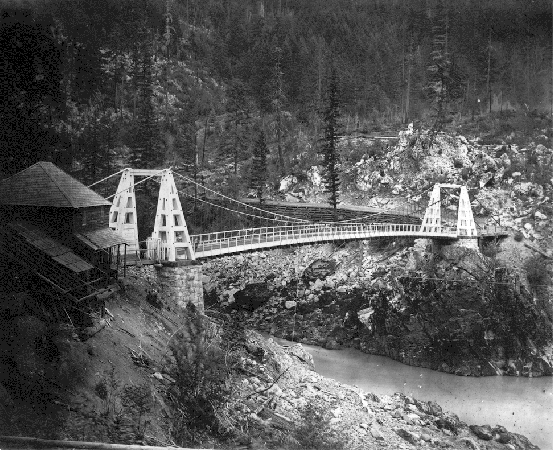
El puente original de Alexandra en la ruta Cariboo, construido en 1863 por el contratista Joseph Trutch (foto de 1868 desde la orilla oriental). Nótese la casa de peaje a la izquierda.

La ruta [o carretera o pista o sendero o camino] Cariboo (del inglés: Cariboo Road ‘carretera [del] caribú’), también llamada camino de carros Cariboo (Cariboo Wagon Road), el Gran camino del Norte (Great North Road) o la carretera de la Reina (Queen's Highway) fue una ruta histórica que sirvió como una importante vía de transporte desde mediados del siglo XIX en lo que hoy es la provincia canadiense de la Columbia Británica. El proyecto iniciado en 1860 por el gobernador de la Colonia de la Columbia Británica, James Douglas fue una hazaña de la ingeniería que se extendía desde Fort Yale hasta Barkerville a través de un territorio de cañones extremadamente peligrosos en el interior de la colonia y que permitía acceder a los campamentos mineros y los pequeños pueblos que fueron surgiendo a lo largo de la ruta durante la época de la fiebre del oro.
«Cariboo» es una antigua ortografía inglesa del término «caribou», y hace referencia al caribú, un animal que fue una vez muy común en la región.

## Ruta Cariboo
La construcción de la nueva pista fue una respuesta a la alta concentración de oro en la región de Cariboo y al entonces peligroso camino de herradura que comunicaba la región, un tosco sendero lo suficientemente ancho sólo para una mula, trazado a veces en acantilados sobre profundos barrancos y cañones, y que corría a lo largo de la misma ruta aproximada que seguirá la futura carretera Cariboo. Con el fin de reducir los costes de abastecimiento a los pobladores de la región, Douglas ordenó la construcción de una forma de transporte más viable y segura hacia los asentamientos mineros. El gobierno colonial empleó a constructores locales así como a un destacamento de la Royal Engineers (zapadores) que llevó a cabo increíbles hazañas de la ingeniería como la construcción de puentes de peaje, incluyendo el (original) puente colgante de Alexandra en 1863.
La construcción de la carretera tuvo un costo de cerca de un millón y cuarto de dólares y dejó una deuda de £112,780 después de su terminación, uno de los muchos costos de infraestructura al servicio de la Colonia de Oro que obligó a su fusión, primero con la Colonia de la Isla de Vancouver (1866), y luego con Canadá (confederación en 1871). Por la carretera Cariboo se transportó oro por valor de más de seis millones y medio de dólares. Douglas quería extender la carretera a través de la división continental hasta la Tierra de Rupert (actual provincia Alberta), pero este plan fue abandonado cuando Douglas se retiró en 1864.
Entre las década de 1860 y 1880 la carretera Cariboo existió en tres versiones. El primer camino de carros Cariboo se reconoció en 1861 y fue construido en 1862 siguiendo el mismo trazado original de la ruta del Harrison Trail de la Compañía de la Bahía de Hudson (Port Douglas) desde Lillooet a Clinton, 70 Mile House, 100 Mile House, Lac La Hache, 150 Mile House hasta el fin del contrato en torno a Soda Creek y Alexandria en el umbral de los campos de oro de Cariboo. El segundo camino de carros Cariboo (o Yale Cariboo Road) operó durante el período de diligencias rápidas y compañías de carromatos de carga con sede en Yale: 1865 hasta 1885. Desde el desembarco en Yale, el camino seguía hacia el norte por la espectacular ruta del cañón del Fraser sobre Hell's Gate y la montaña Jackass y conectando con la anterior Cariboo Road en Clinton. La tercera carretera Cariboo fue una ruta revisada que se siguió tras la finalización de la Canadian Pacific Railway en 1885. La estación de tren de Ashcroft se convirtió en el extremo sur del camino carretero. Gran parte del camino carretero del cañón Fraser fue destruido por la construcción del ferrocarril, así como por deslizamientos de tierras y la gran inundación de 1894 (el interés por reconstruir esta parte de la carretera no se produjo hasta los planes de construcción de la Fraser Canyon Highway para automóviles en la década de 1920).

## La "Old" Cariboo Road
El nombre carretera Cariboo o Cariboo Trail también se aplicó de manera informal a una carretera de peaje construida por el contratista Gustavus Blin-Wright en 1861-1862 que iba desde Lillooet hasta Williams Lake, Van Winkle y enfocaba a Williams Creek (Richfield, Barkerville). Esta ruta se comenzó luego a conocer también como la Vieja carretera Cariboo (Old Cariboo Road), cuando la ruta de los Lagos desde Port Douglas a Lillooet aún no había sido reemplazada por la ruta del cañón Fraser o por la misma carretera Cariboo. Los nombres kilométricos de casas (por ejemplo, 100 Mile House), en la carretera Cariboo derivan de las medidas tomadas desde la «milla 0», que se encuentra en la curva de la calle principal de Lillooet y que conmemora un mojón erigido allí en 1958, el Año del Centenario.
A lo largo de esta ruta se hizo un intento de utilizar camellos bactrianos comprados por el U.S. Camel Corps para carga (1862), y también un estilo de tractor Thomson Road Steamer conocido como un "tren de carretera", uno de los primeros vehículos motorizados.
Sin embargo, la mayoría del tráfico a pie desde Lillooet a Cariboo iba por la ruta del río (River Trail), muy por debajo del camino de carros, que partía del cañón del Fraser en Pavilion por la empinada subida sobre la montaña Pavilion hasta Clinton, donde se fusionaba con la nueva carretera Cariboo vía Yale y Ashcroft (una vez que se completó la última ruta). La ruta del río continuaba a lo largo del cañón del Fraser hasta Big Bar y desde aquí se extendían varias rutas hacia Quesnel y Barkerville.

## Televisión
La carretera Cariboo apareció en la serie histórica de la televisión Gold Trails and Ghost Towns [Senderos de oro y Ciudades fantasma], en la temporada 2, episodio 4.